# (37605) 1992 PN2
1992 PN2 (asteroide 37605) é um asteroide da cintura principal. Possui uma excentricidade de 0.14548690 e uma inclinação de 5.45657º.
Este asteroide foi descoberto no dia 2 de agosto de 1992 por Henry E. Holt em Palomar.